# Steudltenn
Das SteudlTenn ist ein österreichisches Theater- und Kulturfestival, das seit 2011 jährlich in Uderns im Zillertal stattfindet. Neben der Vermittlung von Kultur im regionalen Raum steht Theater im Zentrum des Festivalprogramms. Spielstätte des Festivals ist ein zur Bühne umgebauter Heustadl im Dorfzentrum von Uderns. SteudlTenn ist eine Initiative des Vereins Zillertaler mobilTheater.

## Geschichte
SteudlTenn wurde 2011 von seinem künstlerischen Leiter Hakon Hirzenberger gemeinsam mit der Schauspielerin Bernadette Abendstein, dem Künstler Gerhard Kainzner und der Sozialpädagogin Barbara Kainzner-Abendstein ins Leben gerufen.
SteudlTenn hatte 2017 rund 14.500 Besucher, seit seiner Gründung konnte das Theaterfestival insgesamt über 120.000 Besucher verzeichnen.
2017 und 2018 wurde das Theaterfestival als größtes „Green Event Tirol“ ausgezeichnet. In den Jahren 2019 und 2020 wurde Steudltenn als das einzige „Green Event Tirol Star“ ausgezeichnet, dies ist die höchste Einstufung. 2020 wurde das Theaterfestival Steudltenn 2019 als herausragende nachhaltige Kulturveranstaltung im Rahmen des Wettbewerbs „nachhaltig gewinnen!“ des österreichischen Klimaschutzministeriums (BMK) und des Green Events Austria Netzwerks prämiert. Mit insgesamt 3 Nominierungen und dabei einer Auszeichnung als „Green Event Austria“ in der Kategorie Kulturveranstaltungen, zeichnet sich das Theaterfestival Steudltenn durch ein konstantes und außergewöhnlich hohes Niveau der/bei den umgesetzten Green Event Maßnahmen aus und hielt 2020 somit Einzug in die Hall of Fame der „Green Events Austria“.

## Programm
Das Theaterfestival SteudlTenn bietet seit seiner Gründung 2011 eine Mischung aus (Volks-)Theater, Kabarett, Musik und Kindertheater. Neben Eigen- und Koproduktionen mit anderen Bühnen (beispielsweise mit dem Waldviertler Hoftheater oder der Plaisiranstalt Wien) finden jährlich Gastspiele verschiedener Künstler statt, unter anderem traten bereits Peter Simonischek und Brigitte Karner, Erwin Steinhauer, Florian Scheuba, Franz Posch, die Kabarettgruppe Maschek, Markus Linder sowie Christoph und Ernst Grissemann auf.
Die Hauptprogrammpunkte stellen jährlich unterschiedliche Theaterinszenierungen dar, oftmals Eigenproduktionen des SteudlTenn, wie beispielsweise Mein Ungeheuer von Felix Mitterer (Premiere 2018), Mein Freund Kurt von Lothar Greger (Premiere 2020), Der Hausverstand und die Eigenverantwortung von Hakon Hirzenberger, Uli Brée, Sarah Milena Rendel, Sophie Reyer und Klaus Rohrmoser (Premiere 2020) oder Krach im Hause Gott von Felix Mitterer (Premiere 2019) sowie Mitterers Wurlitzergassen 22 zwozl-zwozl (Premiere 2021).
SteudlTenn stellt ebenfalls Kinder- und Jugendtheater in den Fokus, neben Eigenproduktionen wie Nelson der Pinguin, Nelson in New York oder Nelson in Afrika, basierend auf den Kinderbüchern von Hakon Hirzenberger und Gerhard Kainzner, und Kinderbuchklassikern wie unter anderem die Gastspiele Pippi Langstrumpf von Astrid Lindgren (2017) oder Oh, wie schön ist Panama von Janosch (2012), führt SteudlTenn seit mehreren Jahren das U21-Kinder- und Jugendtheaterprojekt durch. Im Zuge dessen werden Theaterstücke mit lokalen Kindern und Jugendlichen be- und erarbeitet und anschließend auf der Bühne des Theaterfestivals aufgeführt, einige der Projekte waren In 80 Tagen um die Welt ohne CO2 nach Jules Verne in Bearbeitung und Regie von Hanspeter Horner (2020), Momo von Michael Ende (2019) oder Von einem, der auszog, das Fürchten zu lernen frei nach den Gebrüdern Grimm (2018).